# Geostachys densiflora
Geostachys densiflora là một loài thực vật có hoa trong họ Gừng. Loài này được Henry Nicholas Ridley mô tả khoa học đầu tiên năm 1920.

## Phân bố
Loài này có ở Malaysia bán đảo (từ đông Perak tới tây Pahang).

## Lưu ý
Geostachys densiflora K.Larsen, 1962 là nomen illegitimum (tên gọi không hợp lệ), do nó là đồng âm muộn của Geostachys densiflora Ridl., 1920 nhưng chỉ tới một loài khác chỉ có ở Thái Lan. Loài này hiện tại được định danh lại là Geostachys kerrii K.Larsen, 1972.